# Assares
Assares é uma povoação portuguesa do Município de Vila Flor que foi sede da extinta Freguesia de Assares, freguesia que tinha 2,82 km² de área e 141 habitantes (2011), e, por isso, uma densidade populacional de 50 hab/km².
A Freguesia de Assares foi extinta em 2013, no âmbito de uma reforma administrativa nacional, tendo sido agregada à Freguesia de Lodões, para formar uma nova freguesia denominada União das Freguesias de Assares e Lodões.

## História
Assares, na grafia da época, era em 1747 uma freguesia do termo de Vila-Flor. No secular estava subordinada à Comarca da Torre de Moncorvo, e no eclesiástico ao Arcebispado de Braga, pertencendo à Província de Trás-os-Montes. Tinha quarenta e nove fogos, e era seu donatário a sagrada Religião de Malta. Estava situada em vale fundo, por cuja razão se não avistavam daqui povoações algumas.
A igreja paroquial estava dentro da povoação. Constava de três altares, o maior com a imagem de São Miguel, orago da freguesia; o do Santíssimo Nome de Jesus; e outro de Cristo Crucificado. O pároco era vigário, que apresentava o deão da Sé do Porto como procurador da Religião de Malta. Tinha de côngrua seis mil e seiscentos reis em dinheiro, quarenta alqueires de trigo, dois almudes de vinho, e um tostão de cada freguês.
Em todo o âmbito e distrito deste povo se achavam duas ermidas, uma do Santíssimo Sacramento, e outra dedicada a São Sebastião.
Os frutos que produzia dão trigo, centeio, cevada, vinho e azeite, e não faltavam também legumes, fruta de várias castas e bom gosto, a que bastava para consumo da terra. Corria por este limite o Rio Vilariça, com grande utilidade dos moradores, porque além de fazer o sítio fresco, saudável, fértil e abundante, fazia ao mesmo tempo a terra mimosa e regalada de peixe.

## População
| População da freguesia de Assares | População da freguesia de Assares | População da freguesia de Assares | População da freguesia de Assares | População da freguesia de Assares | População da freguesia de Assares | População da freguesia de Assares | População da freguesia de Assares | População da freguesia de Assares | População da freguesia de Assares | População da freguesia de Assares | População da freguesia de Assares | População da freguesia de Assares | População da freguesia de Assares | População da freguesia de Assares |
| --------------------------------- | --------------------------------- | --------------------------------- | --------------------------------- | --------------------------------- | --------------------------------- | --------------------------------- | --------------------------------- | --------------------------------- | --------------------------------- | --------------------------------- | --------------------------------- | --------------------------------- | --------------------------------- | --------------------------------- |
| 1864                              | 1878                              | 1890                              | 1900                              | 1911                              | 1920                              | 1930                              | 1940                              | 1950                              | 1960                              | 1970                              | 1981                              | 1991                              | 2001                              | 2011                              |
| 120                               | 174                               | 156                               | 176                               | 228                               | 197                               | 166                               | 192                               | 208                               | 237                               | 130                               | 172                               | 211                               | 170                               | 141                               |

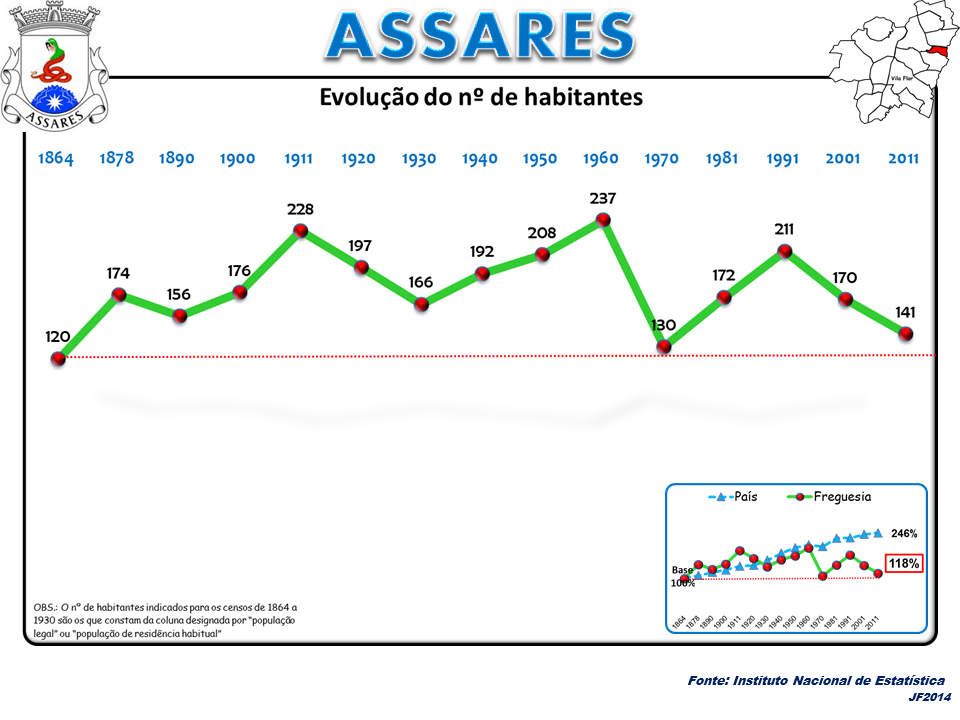
Evolução da População 1864 / 2011
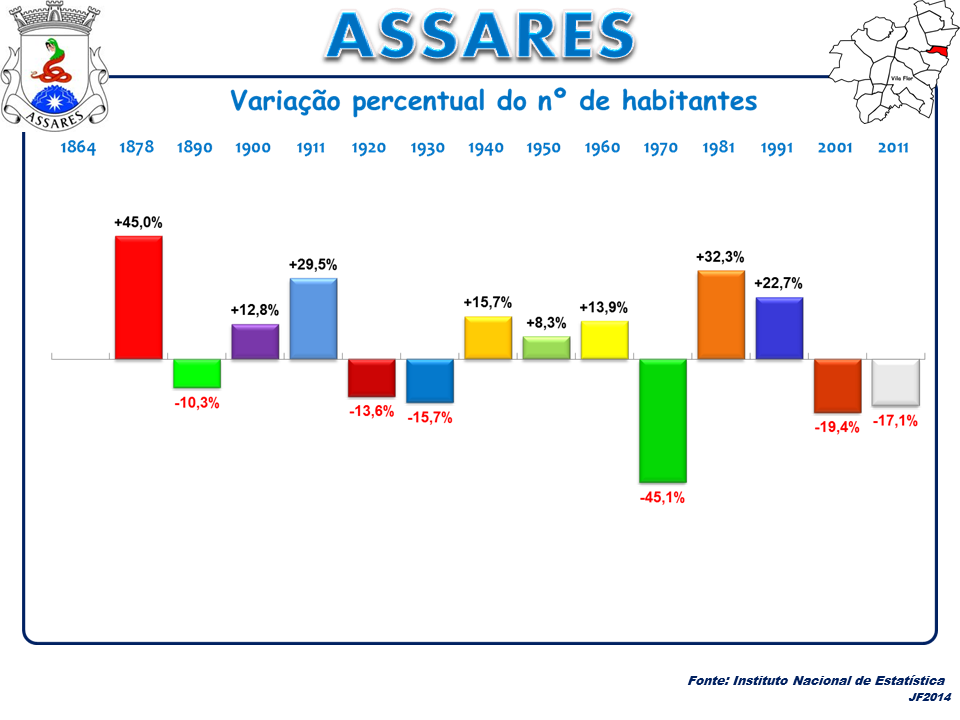
Variação da População 1864 / 2011
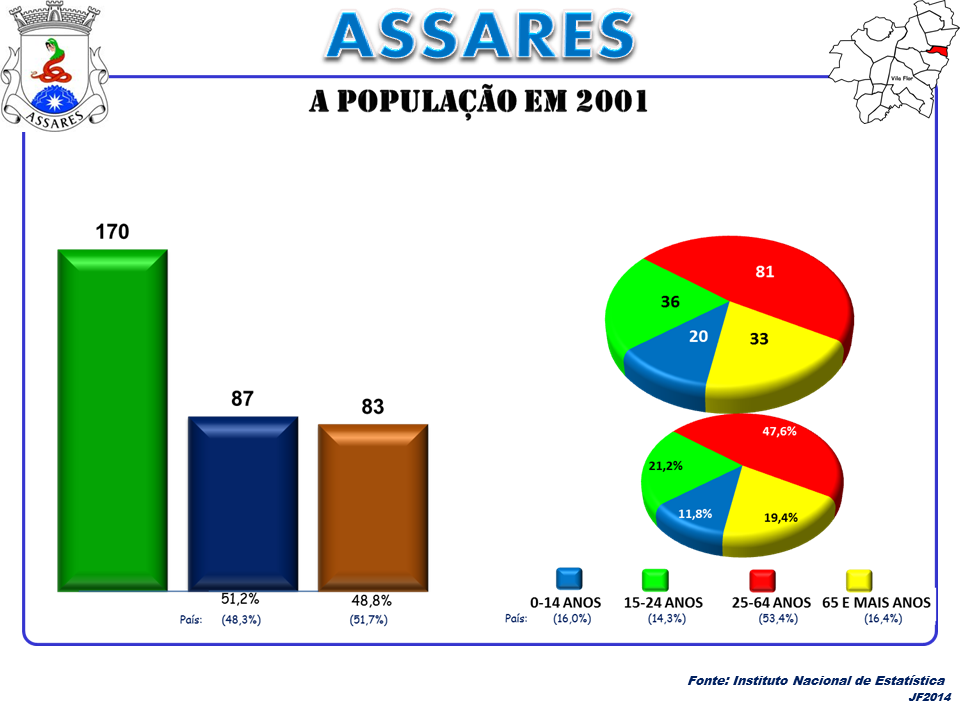
A População em 2001
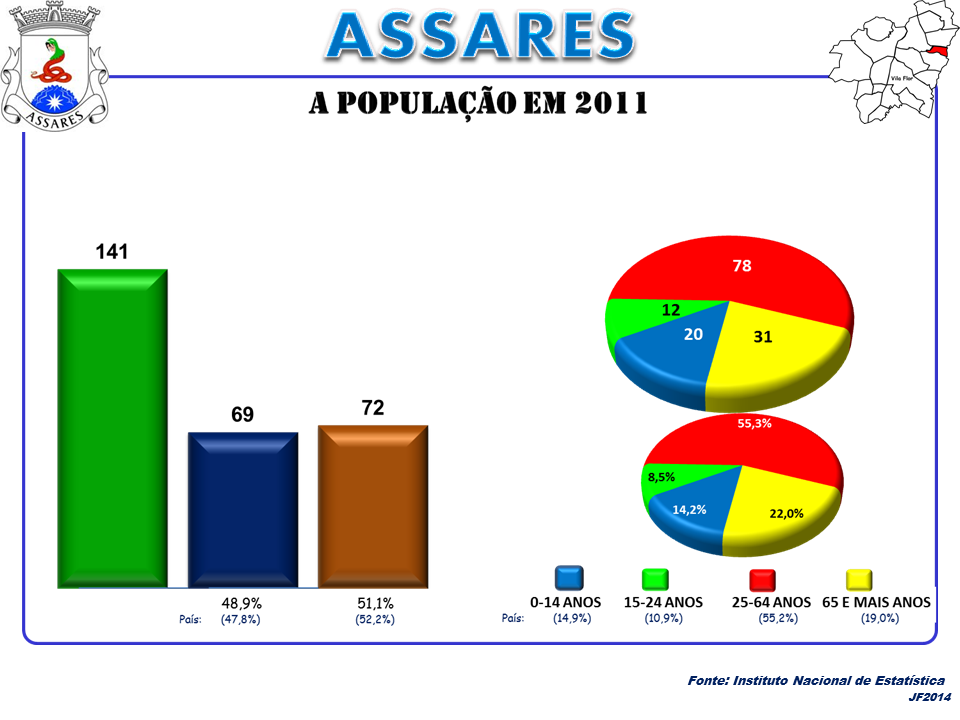
A População em 2011